# Josef Klapka
Josef Klapka (n. 1786, Arad, Monarhia Habsburgică – d. 12 mai 1863) a fost un tipograf și editor timișorean. În 1815 a înființat prima bibliotecă publică de împrumut din Ungaria. Între 1819 - 1833 a fost primar al Timișoarei.